# سائل تشغيل
سائل التشغيل هو سائل متقلب وقابل للاشتعال يستخدم للمساعدة في بدء تشغيل محركات الاحتراق الداخلي ، خاصةً أثناء الطقس البارد أو في المحركات التي يصعب تشغيلها باستخدام إجراءات البدء التقليدية. عادة ما يكون متاحًا في عبوة رذاذ الأيروسول ، ويمكن استخدامه أحيانًا لبدء تشغيل محركات الديزل المحقونة مباشرة أو محركات شرارة الاحتراق الخالية من الدهون التي تعمل على وقود كحولي. تحتوي بعض منتجات السوائل البادئة الحديثة في الغالب على هيدروكربونات متطايرة مثل هيبتان (المكون الرئيسي للبنزين الطبيعي) مع جزء صغير من إيثيل ثنائي الفينيل وثاني أكسيد الكربون (كوقود دافع). تحتوي بعض التركيبات على البيوتان أو البروبان كوقود دافع ووقود. تاريخيا ، تم استخدام Diethyl ether ، مع كمية صغيرة من الزيت ، وكمية ضئيلة من المثبتات ووقود الهيدروكربون للمساعدة في بدء تشغيل محركات الاحتراق الداخلي بسبب انخفاض  درجة حرارة الإشعال الذاتي 160 °م (320 °ف).
يتميز ثنائي إيثيل الأثير عن الإيثر النفطي (نواتج تقطير النفط الخام التي تتكون في الغالب من البنتان والألكانات الأخرى) التي تم استخدامها أيضًا لبدء تشغيل المحركات.[بحاجة لمصدر]  